# Lancelot Fuhry
Lancelot Fuhry (* 1970 in Berlin) ist ein deutscher Dirigent, Kapellmeister sowie Professor für Orchesterdirigieren.

## Leben
Nach dem Abitur studierte Fuhry zunächst Musik und Geschichte. Danach ging er 1997 an die Musikhochschule Weimar, um dort Dirigieren bei Nicolás Pasquet zu lernen. Erste Erfahrungen machte er dabei als ständiger Gastdirigent der Mitteldeutschen Kammerphilharmonie Schönebeck.
Nach seinem Abschluss in Weimar wirkte er als Junior Fellow in Conducting von 2003 bis 2005 am Royal Northern College of Music in Manchester. Von 2005 bis 2007 war er als Young Conductor in Association beim Bournemouth Symphony Orchestra tätig.
Von 2007 bis 2009 war als Assistenzdirigent beim Staatsorchester Rheinische Philharmonie in Koblenz tätig. Es folgte eine Stelle als 1. Kapellmeister und stellvertretender Generalmusikdirektor am Theater Görlitz (2009–2010).
Von 2010 bis 2013 war er 1. Kapellmeister und stellvertretender GMD des Theaters Dortmund. In selber Funktion arbeitet er seit 2013 am Theater Augsburg, seit 2014 zudem als kommissarischer Generalmusikdirektor.
Seit dem 1. Oktober 2022 ist Fuhry Professor für Orchesterdirigieren an der Musikhochschule in München. In dieser Rolle übernimmt er die Ausbildung von Studierenden aus den Studiengängen Lehramt und Kirchenmusik in seinem Fach. Zu seinen Aufgaben gehört außerdem die Leitung des Münchner Schulmusik Orchesters (MSO).
Fuhry arbeitete als Gastdirigent für das DSO Berlin, die Deutsche Staatsphilharmonie Rheinland-Pfalz, die Südwestfälische und die Nordwestdeutsche Philharmonie, die Symphonieorchester von Bochum, Düsseldorf und Nürnberg. Im Ausland dirigierte er das BBC Philharmonic Orchestra, die „George Enescu“ Philharmonie Bukarest, das Orchestre philharmonique de Strasbourg, das Český národní symfonický orchestr, das slowenische Radiosinfonieorchester Ljubljana und das Orchester des Theaters Graz.

## Dirigate (Auswahl)
- 2015: Hoffmanns Erzählungen
- 2018: Prima Donna
- 2018: Solaris